# Süheda Nur Çelik
Süheda Nur Çelik, född Güler den 21 juli 1999, är en tysk taekwondoutövare.

## Karriär
I november 2015 tog Çelik guld i 49 kg-klassen vid U21-EM i Bukarest. I november 2022 tävlade Çelik i 46 kg-klassen vid VM i Guadalajara, där hon blev utslagen i kvartsfinalen av colombianska Andrea Ramírez.
I juni 2023 tävlade Çelik i 46 kg-klassen vid VM i Baku, där hon blev utslagen i kvartsfinalen av thailändska Kamonchanok Seeken. Samma månad tog Çelik även brons i 46 kg-klassen vid europeiska spelen i Kraków-Małopolska.